# St. Maria in den Benden (Düsseldorf)

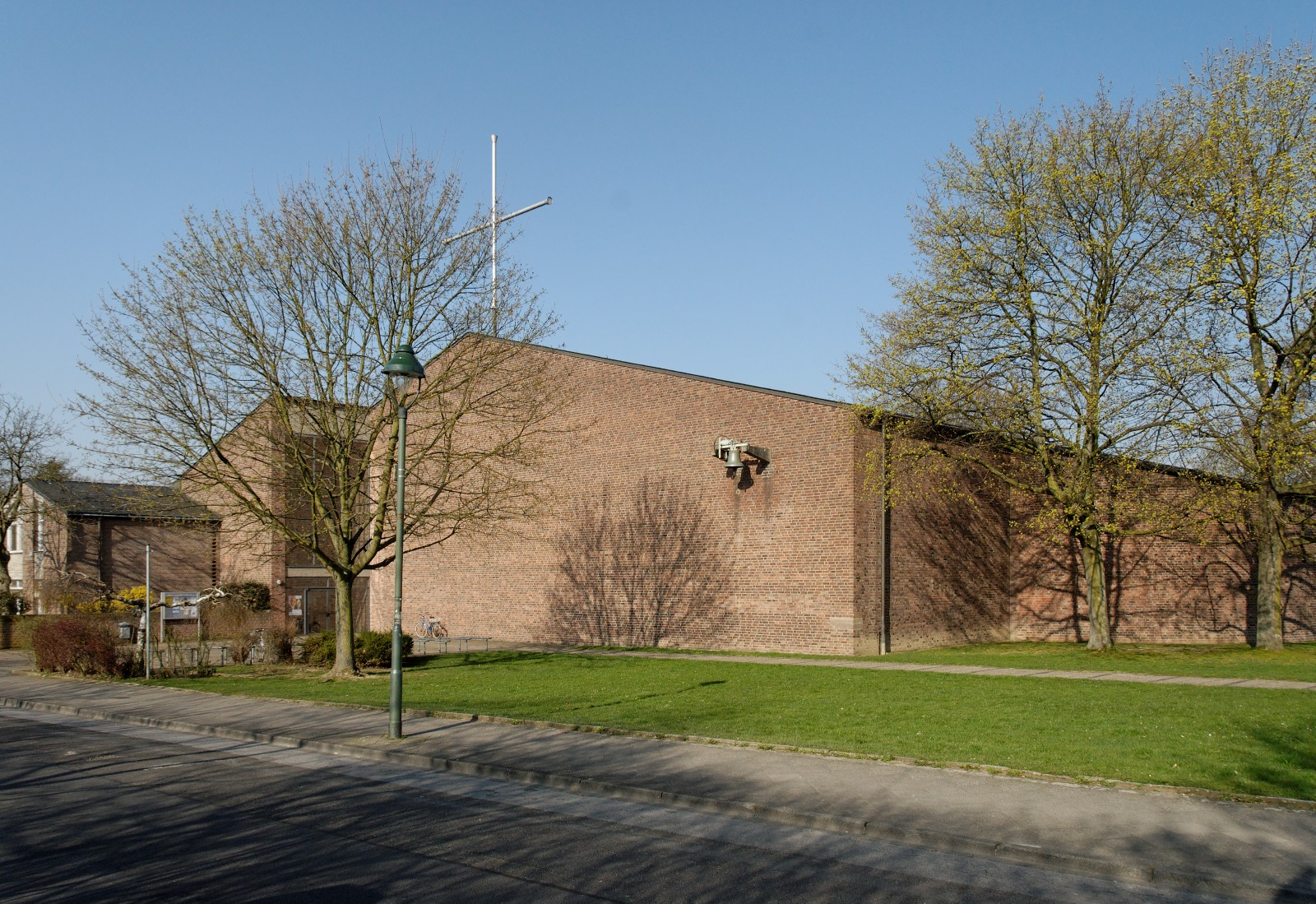
St. Maria in den Benden

St. Maria in den Benden ist ein vom Architekten Emil Steffann entworfenes und 1959 eingeweihtes Pfarrzentrum der gleichnamigen katholischen Gemeinde im Düsseldorfer Stadtteil Wersten.

## Geschichte
Durch die 1934 einsetzende flächendeckende Bebauung der westlich der Kölner Landstraße gelegenen Benden – einer im Rheinland verwendeten Flurbezeichnung für Feuchtwiesen – war in den 1950er Jahren auch hier die Zahl der Katholiken stark angewachsen. Ein weiteres Wachstum war absehbar, weil die KAB Düsseldorf plante in diesem Gebiet eine Siedlung zu bauen.
So führte der Beschluss des Erzbistums Köln von 1953 die Pfarrei St. Maria Rosenkranz in vier Pfarreien aufzuteilen auch zur Abspaltung einer neuen Pfarrei in den Benden. 1955 begannen die Vorplanungen für ein Pfarrzentrum am Dechenweg unweit einer früheren Ziegelei und des seit 1949 existierenden Sportplatzes. Nach nur eineinhalbjähriger Bauzeit wurde es im September 1959 fertiggestellt und die Kirche der „ohne Erbsünde empfangenen Jungfrau und Gottesmutter Maria“ geweiht. Um den Charakter eines ausdrücklich in die Landschaft und Bebauung eingepassten Bauwerks zu dokumentieren, wurde der Flurname im Namen der Kirche und Pfarrei integriert.
Ende der 1970er-Jahre reichten die Räumlichkeiten für die inzwischen auf gut 3.200 Mitglieder angewachsenen Gemeinde nicht mehr aus. Insbesondere war der Pfarrsaal zu klein geworden und die Gruppenräume befanden sich provisorisch in einer Holzbaracke auf der Freifläche des Kindergarten. Deshalb entstand ein Erweiterungsbau für einen vergrößerten Pfarrsaal und weitere Gruppenräume, der seit 1985 genutzt wird.
Aus beiden Werstener Pfarreien entstand 1984 eine Seelsorgeeinheit, zu der 1992 noch die Himmelgeister Pfarrei St. Nikolaus hinzukam. Seit 2008 ist die Kirche St. Maria in den Benden eine von fünf Pfarrkirchen der Seelsorgeeinheit Düsseldorfer Rheinbogen, die zusätzlich die katholischen Pfarreien in Holthausen und Itter umfasst.

## Architektur

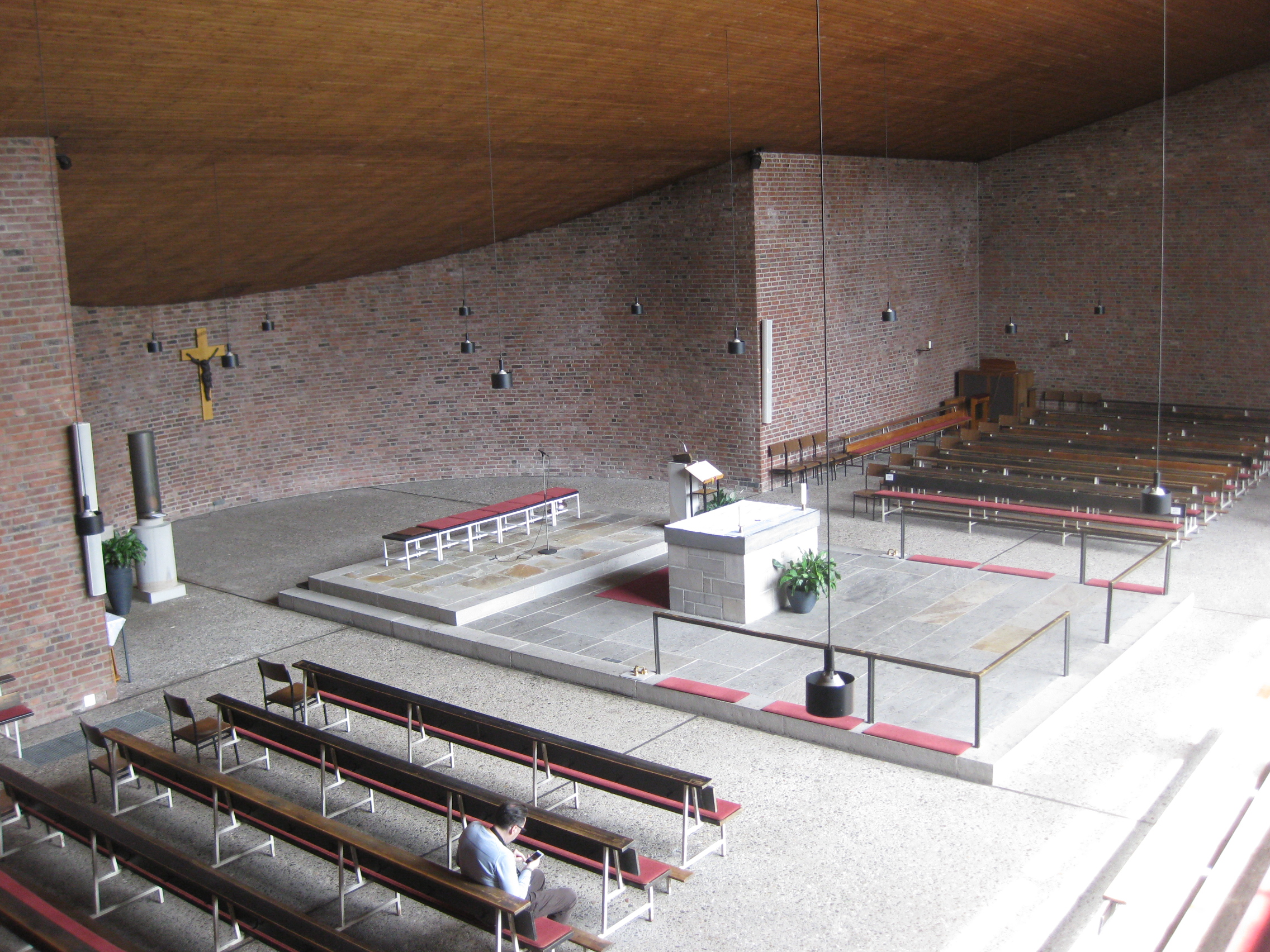
Blick von der Orgelempore auf die Kirche mit Altarinsel und Apsis

Das seit Mitte der 1990er Jahre unter Denkmalschutz stehende Bauwerk am Dechenweg 40 hat Steffann, der sich als Mitglied der katholischen Jugendbewegung Quickborn seit den 1930er Jahren um die Erneuerung der katholischen Liturgie und des Kirchbaus bemühte, zusammen mit seinem Mitarbeiter Nikolaus Rosiny entworfen. „Wie eine Scheune!“, so Äußerungen nach der Fertigstellung des Rohbaus, fügt es sich in die Umgebung aus ein- bis zweigeschossigen Einfamilienhäusern mit Satteldächern und großen Gärten ein und erinnert so auch an den Stall von Bethlehem. Sichtmauerwerke aus Ziegelsteinen als Sinnbild einer Gemeinde aus lebendigen Steinen schaffen einen „mütterlich umhegenden, einen marianischen Raum“ für ein Gemeindezentrum, in dem Kirche, Pfarrsaal, Pfarrhaus und Kindergarten unter einem gemeinsamen Satteldach um einen quadratischen einem Atrium ähnlichen Innenhof angeordnet sind. Eine hohe Glasfassade schließt den rechteckigen Kirchenraum nach Südwesten zum Hof hin ab und reicht vom Fußboden bis zum Dachfirst, weshalb viel Licht in den sonst fensterlosen Raum gelangen kann. Sie kann im unteren Bereich geöffnet werden, um den Raum für Gottesdienste zu vergrößern. Vom Dachfirst fällt die holzverschalte Decke über die Altarinsel zur Außenmauer mit großer Apsis gleichmäßig ab. Die übrigen im gleichen Winkel geneigten Schrägdächer des Komplexes hinterlassen den Eindruck, der Raum des Innenhofes sei nach oben ebenfalls abgeschlossen.
Für Steffann waren Gotteshäuser „bergender Raum“ und „Herberge am Wege des wandernden Gottesvolkes inmitten einer gottentfremdeten Welt“. Jürgen Joedicke schreibt über ihn: „die Ordnung, die er suchte, entstand für ihn aus dem Sinn der Aufgabe und dem Geist des Ortes […]. Was er suchte, war eine Architektur der Einfachheit, ja der Armut, in der Raum für die wirklichen Dinge des Lebens freigehalten wird.“ Diesen Prinzipien folgt auch die Architektur der Kirche St. Maria in den Benden. Der hier von einem geschlossenen Raum vor dem Kirchenportal über die Vorhalle mit Taufbecken entlang des Innenhofes zur hohen Rückseite des Kirchenraumes führende Weg beschreibt den seitlichen, nicht zentralen Zugang durch eine gegliederte Folge von Räumen als ein weiteres Merkmal der von Steffmann gebauten Kirchen. Wiederum einen Bezug zur Landschaft der Umgebung und ihrer Nähe zum Rhein stellt der ungewöhnlich gestaltete Betonfußboden der Kirche her, in dem unterschiedlich große Kieselsteine eingelassen sind.

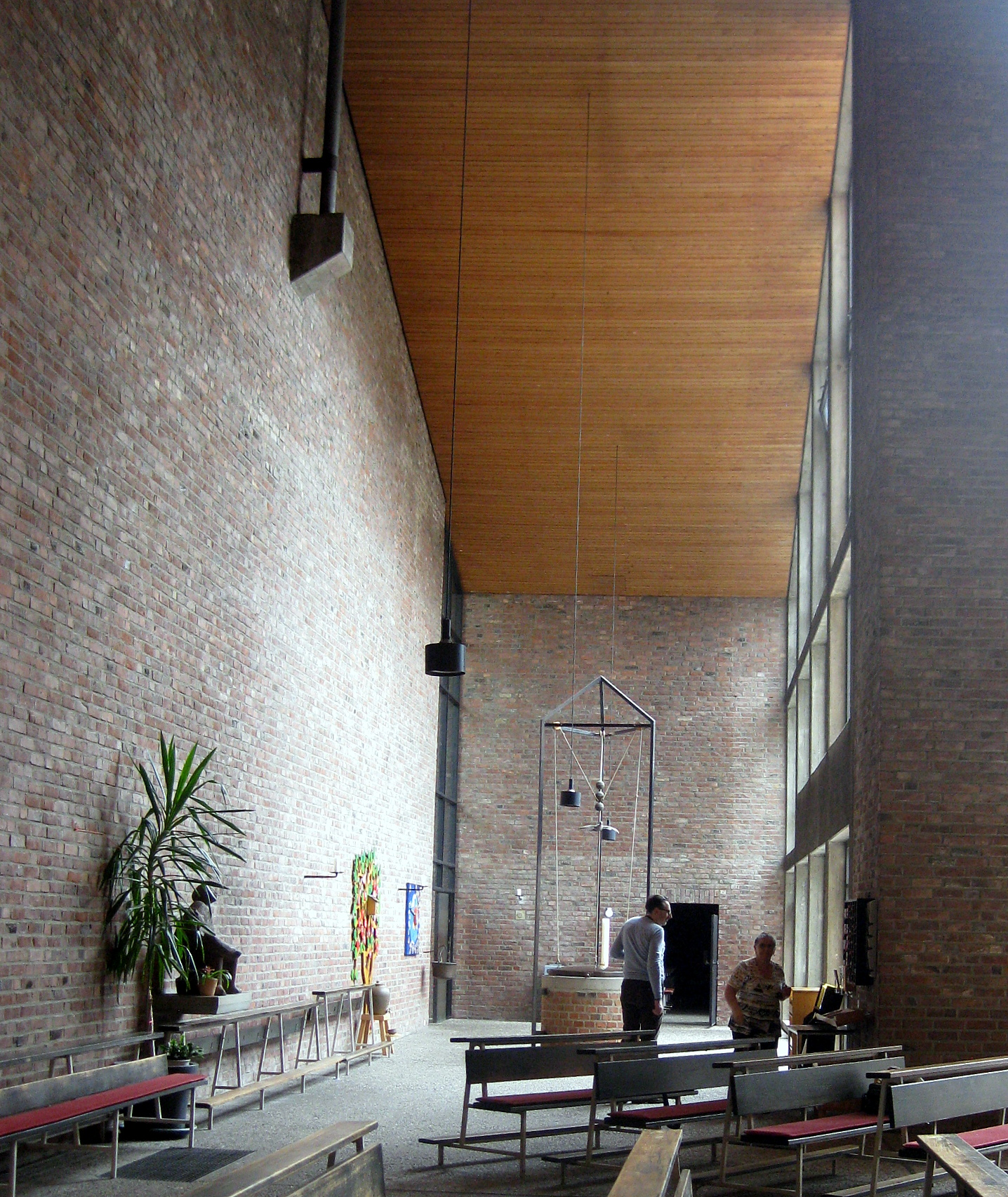
Weg zum Eingangsportal über Vorhalle mit Taufbecken am Innenhof
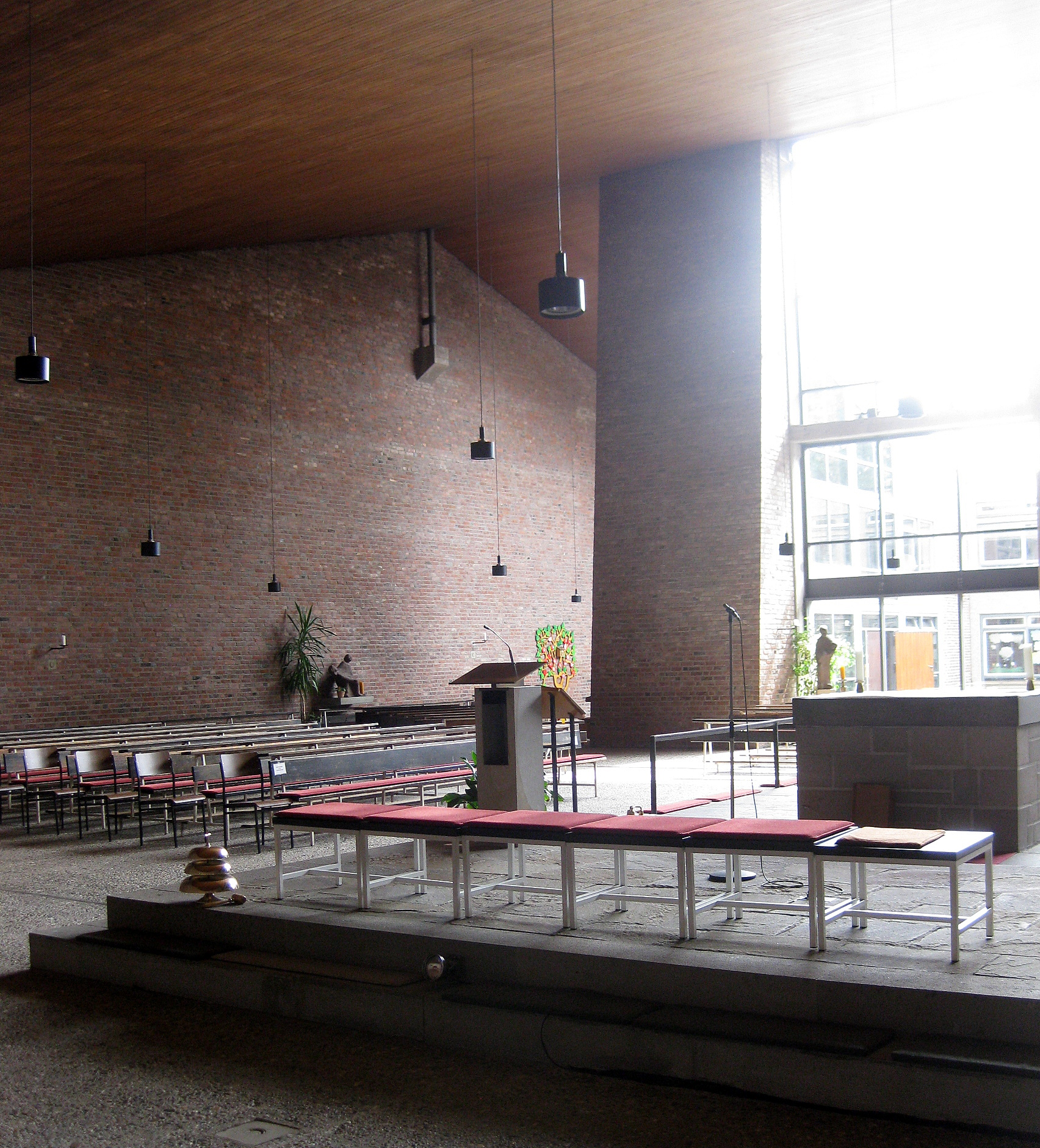
Blick über die Altarinsel auf seitliche Vorhalle und Innenhof
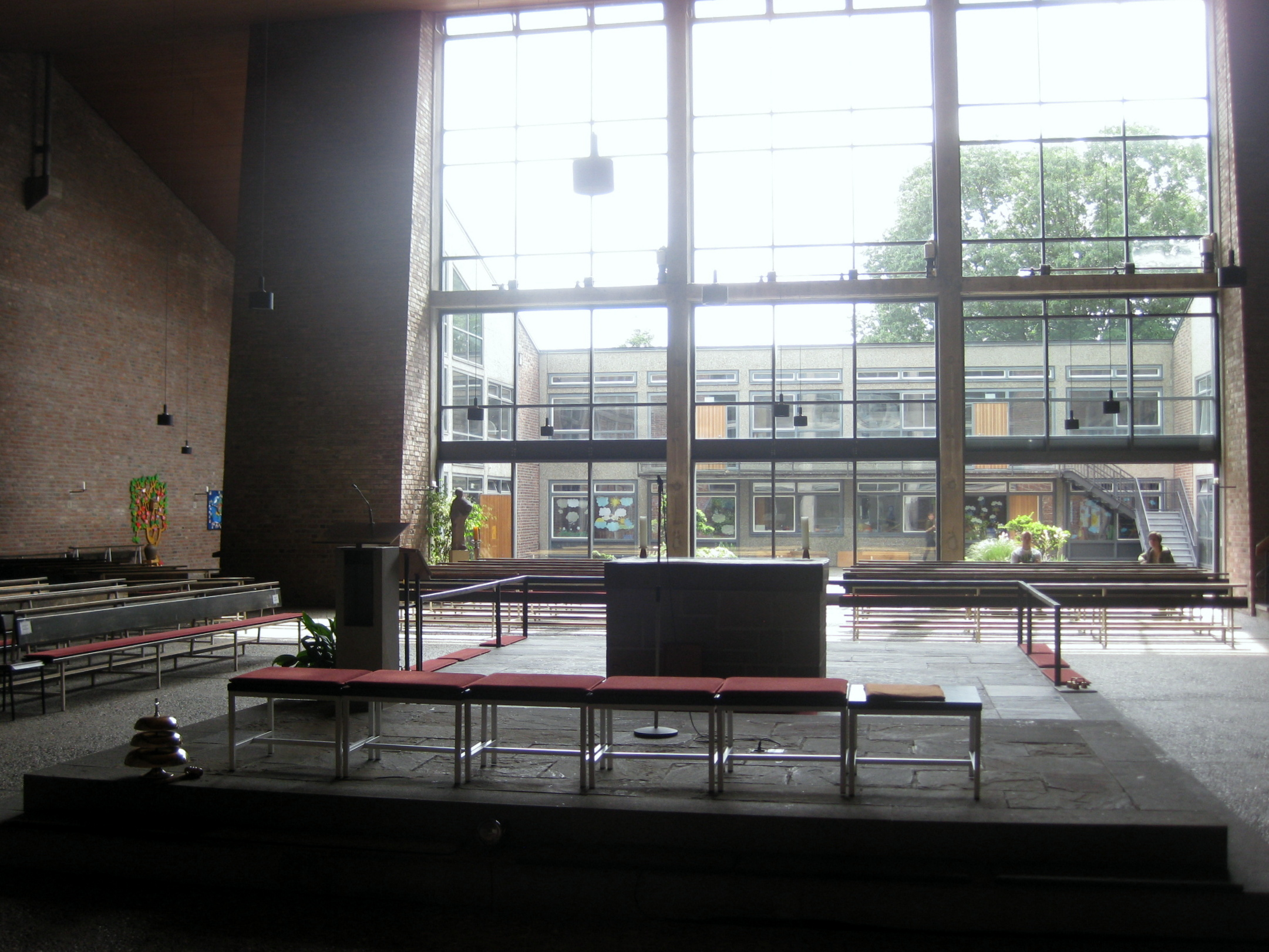
Blick über die Altarinsel auf den Innenhof

## Ausstattung
Die Kirchenglocke ist frei sichtbar an der Außenfassade unweit des Eingangsportals angebracht und erhielt bei ihrem Guss einen Spruch von Angelus Silesius: „Es kann in Ewigkeit kein Ton so lieblich sein, als wenn das Menschenherz mit Gott stimmt überein.“ In den Jahren 1960 bis 1964 setzte die Solingerin Leonie Alt mit der Weihnachtskrippe, der Pietà und der Madonna eigenwillige Akzente im Kirchenraum.
Ursprünglich waren die Kirchenbänke in drei jeweils durch einen Mittelgang unterbrochene Gruppen um die nur eine Stufe erhöhte und teilweise durch ein Geländer begrenzte rechteckige Altarinsel angeordnet. Um den Zugang von der Vorhalle in den Kirchenraum und den Einzug von der Sakristei zum Altar zu erleichtern, sind jetzt in den betreffenden Bereichen ein kleinerer Teil der Bänke diagonal angeordnet und die Mittelgänge weggefallen.
Ebenfalls befand sich der freistehende Altar näher bei der Apsis und war um eine weitere Stufe erhöht, so dass Priester an ihm die Heilige Messe zunächst in der bis zum Zweiten Vatikanischen Konzil üblichen Weise feiern konnten. Der Tabernakel in zylindrischer Form gehört erst nach der Versetzung des Altares zur Ausstattung der Kirche und befindet sich auf einem frei in der Apsis stehenden Sockel. Beeindruckend ist die farbliche Innengestaltung des verschlossen eher schlicht wirkenden Tabernakels.
Zur Weihnachtszeit wird der Altar durch eine Holzkonstruktion überdacht und der Kirchenraum so zur Weihnachtskrippe, in der die Kirchenbesucher zu Krippenfiguren werden, weshalb die meisten der auf dem Boden vor dem Altar aufgestellten Figuren auch weggelassen werden könnten. Ohnehin reflektiert das in Düsseldorf einzigartige Arrangement einer Krippe nur den gleichen bereits von den Architekten beabsichtigten Charakter des gesamten Pfarrzentrums.

### Orgel
Die Orgel wurde 1961 von dem Orgelbauer Johannes Klais (Bonn) erbaut und steht auf einer Chorempore, die sich seitlich in einer Nische über der Sakristei befindet und direkt vom Kirchenraum über eine von dort aus sichtbare gerade Treppe erreichbar ist. Das Schleifladen-Instrument hat 13 Register auf zwei Manualen und Pedal. Die Spiel- und Registertrakturen sind mechanisch.
| I Hauptwerk C–g3 |              |    |
| 1.               | Rohrflöte    | 8′ |
| 2.               | Spitzgedackt | 8′ |
| 3.               | Prinzipal    | 4′ |
| 4.               | Waldflöte    | 2′ |
| 5.               | Mixtur V     |    |

| II Oberwerk C–g3 |                   |       |
| 6.               | Holzgedackt       | 8′    |
| 7.               | Venezialnerflöte  | 4′    |
| 8.               | Singend Gedackt   | 4′    |
| 9.               | Principal         | 2′    |
| 10.              | Nasard            | 1 ⁄3′ |
| 11.              | Terzglockenton II |       |
|                  | Tremulant         |       |

| Pedal C–f1 |           |     |
| 11.        | Subbass   | 16′ |
| 12.        | Offenbass | 8′  |
| 13.        | Quintade  | 4′  |

- Koppeln: II/I, I/P, II/P

## Internationale Seelsorge
Im Pfarrzentrum ist auch die Katholische Polnische Mission in Düsseldorf beheimatet, weshalb hier auch jeden Sonn- und Feiertag eine Heilige Messe in polnischer Sprache gefeiert wird.